# Łącznik (gmina)
Łącznik – dawna gmina wiejska istniejąca w latach 1945–1954 i 1973–1975 w woj. śląskim i woj. opolskim (dzisiejsze woj. opolskie). Siedzibą władz gminy był Łącznik.
Gmina zbiorowa Łącznik powstała po II wojnie światowej (w grudniu 1945) w powiecie prudnickim na terenie tzw. Ziem Odzyskanych (tzw. I okręg administracyjny – Śląsk Opolski), powierzonym 18 marca 1945 administracji wojewody śląskiego, a z dniem 28 czerwca 1946 przyłączonym do woj. śląskiego (śląsko-dąbrowskiego).
Według stanu z 1 stycznia 1946 gmina składała się z 10 gromad: Łącznik, Chrzelice, Górka, Łagiewnice, Mokra, Mośna, Pogórz, Przechód, Radostynia i Rzymkowice oraz z części Lasów Państwowych (Nadleśnictwo Chrzelice). 6 lipca 1950 zmieniono nazwę woj. śląskiego na katowickie; równocześnie gmina Łącznik wraz z całym powiatem prudnickim weszła w skład nowo utworzonego woj. opolskiego.
Według stanu z 1 lipca 1952 gmina składała się z 10 gromad: Chrzelice, Górka Prudnicka, Łącznik, Mokra, Moszna, Ogiernicze, Pogórze, Przechód, Radostynia i Rzymkowice. Gmina została zniesiona 29 września 1954 wraz z reformą wprowadzającą gromady w miejsce gmin.
Jednostkę reaktywowano 1 stycznia 1973 w tymże powiecie i województwie; w skład gminy weszły obszary 6 sołectw: Chrzelice, Górka Prudnicka, Łącznik, Mokra, Ogiernicze i Pogórze.
1 czerwca 1975 gmina weszła w skład nowo utworzonego (mniejszego) woj. opolskiego.
30 października 1975 gmina została zniesiona przez połączenie z dotychczasową gminą Biała w nową gminę Biała.